# Aristide Marciano
Aristide Marciano o Aristide d'Atene (in greco Ἀριστείδης Μαρκιανός?; ... – II secolo) è stato un filosofo e santo greco antico, padre della Chiesa e apologeta vissuto ad Atene attorno al 140.
La Chiesa cattolica ne ricorda la memoria il 31 agosto.

## Biografia
Aristide era un filosofo molto ammirato; la lettura delle Sacre Scritture lo portò al Cristianesimo, nel quale continuò a professare la filosofia. Aristide era ben noto ad Eusebio e anche a Girolamo, che lo menziona nel De Viris Illustribus 20 e nell'Ep. 70, dove scrive: 
La tradizione vuole che abbia subito il martirio.

## Apologia
Aristide di Atene scrisse una Apologia, intessuta di dottrine filosofiche, indirizzata all'imperatore Antonino Pio (e non a  Adriano come risulta da Eusebio) e dalla versione armena dell'Apologia. È il più antico scritto apologetico cristiano che ci sia pervenuto.
L'Apologia di Aristide ebbe una storia singolare. Fu conosciuta da Eusebio e da Girolamo e fu ricordata da quegli scrittori che dipesero da tali fonti. Nel 1878 i Mechitaristi di Venezia scoprirono un frammento armeno dell'Apologia, seguiti poi nel ritrovamento dello stesso testo, sempre in armeno (secolo V), da Frederick Cornwallis Conybeare e da N. O. Emin. Una scoperta più fortunata toccò a J. Rendell Harris che nel 1889 rinvenne nella Biblioteca del monastero di Santa Caterina del Monte Sinai il Cod. Syr. 16 (secolo VII) contenente la traduzione siriaca dell'Apologia (sec. V). In base a questo documento, J. A. Robinson si accorse della straordinaria somiglianza con una parte del romanzo greco di Barlaam e Iosafat, attribuito a Giovanni Damasceno, scoprendo come quest'ultimo utilizzava l'Apologia sotto forma di discorso pronunciato dall'indovino Nachor. Infine nel 1922 e nel 1923 furono scoperti frammenti greci su papiri, notevoli per la conoscenza del testo primitivo dell'opera (Grenfell, Hunt, Milne).
Scrive Costantino Vona in Bibliotheca Sanctorum, I:
Secondo Aristide, i barbari adorano gli elementi di cui si compone la natura visibile (cielo, terra, acqua, fuoco, uomo) e, quindi, si rivolgono alle opere di Dio e non a Dio stesso. I greci attribuiscono agli dèi comportamenti simili a quelli degli uomini, con le loro debolezze e le loro colpe. I giudei adorano il vero Dio, ma il loro culto apprezza molto più l'esteriorità che la spiritualità. Soltanto il cristianesimo afferma l'idea e l'esistenza di Dio tramite la vita pura e l'armonia con il prossimo.
È scritto nell'Apologia:
Carlotta Alpigiano, curatrice della edizione italiana dalle versioni greca e siriaca (Nardini ed., 1988) fa notare come Aristide 

## Culto
Nel Martirologio Romano: "Ad Atene, sant'Aristide filosofo, che, insigne per fede e sapienza, indirizzò all'imperatore Adriano degli scritti sulla religione cristiana".
Sant'Aristide si commemora il 31 agosto.